# 兰纳赫
兰纳赫是奥地利施蒂利亚州德意志兰茨贝格县的一个市镇。总面积19.85平方公里，总人口3251人，人口密度163.8人/平方公里（2001年）。